# Hồng Kỳ, Yên Thế
Hồng Kỳ là một xã thuộc huyện Yên Thế, tỉnh Bắc Giang.
Các thôn bao gồm: Đền Giếng, Trại Nhất, Trại Nhì, Trại Ba, Trại Sáu, Đồng Nghĩa, Trại Hồng Nam, bản Đền Hồng, bản Cầu Tư,

## Thông tin địa lý
Xã Hồng Kỳ có diện tích: 812,84 ha , dân số năm 1999 là 3.555 người, năm 2008 là 3.982 người.
Địa giới hành chính: 
- Phía Đông giáp các xã Đồng Kỳ và Đồng Hưu;
- Phía Tây giáp xã Đồng Tâm;
- Phía Nam giáp các xã Đồng Tâm, Tân Sỏi, Đồng Kỳ;
- Phía Bắc giáp xã Đồng Vương.

## Lịch sử
Xã Hồng Kỳ được thành lập năm 1994 trên cơ sở một phần diện tích và dân số của xã Đồng Kỳ.
Năm 2008, một phần diện tích của xã Hồng Kỳ (107,76 ha) cùng với một phần diện tích các xã Phồn Xương, Tân Sỏi, Đồng Lạc, Tam Hiệp, Đồng Vương và dân số của thị trấn Nông trường Yên Thế được tách ra để thành lập xã Đồng Tâm.